# كال بيترسون
كال بيترسون (بالإنجليزية: Cal Peterson)‏ هو لاعب كرة قدم أمريكية أمريكي، ولد في 6 أكتوبر 1952 في لوس أنجلوس في الولايات المتحدة.

## وصلات خارجية
- كال بيترسون على موقع مرجع كرة القدم المحترفة.كوم (الإنجليزية)